# Archibald Campbell, 1:e markis av Argyll
Archibald Campbell, markis och 8:e earl av Argyll, född 1607, död den 27 maj 1661, var en skotsk adelsman, son till Archibald Campbell, 7:e earl av Argyll.
Argyll övertog vid faderns flykt ur landet som lord Lorne dennes egendomar, disciplinerade den bångstyriga klanen och utövade inom sitt vidsträckta område länge nästan kunglig myndighet. På 1630-talet tävlade kungen och parlamentspartiet om hans stöd; efter åtskillig tvekan slöt han sig till parlamentet och ledde på skotsk sida 1639 förhandlingarna i Berwick. År 1641 tvang han Karl I att ingå på skotska parlamentets fordringar och erhöll under dennes försök att för sig vinna covenant-lorderna en markistitel.
Campbell trädde emellertid under inbördeskriget det engelska parlamentet allt närmare och utkämpade vilda strider med kungens troman i Skottland, Montrose. Dock tycks han ej - såsom sedan påstods - ha på förhand i förhandlingar med Cromwell givit sitt samtycke till kungens avrättning. Den allmänna fasa, denna händelse framkallade i Skottland, nödgade Campbell att ställa sig på Karl II:s sida, och han satte 1 januari 1651 vid Scone den skotska kronan på dennes huvud. 
Hela hans politik hade gått ut på samförstånd mellan engelska och skotska parlamenten; den förlorade efter Karl I:s avrättning alla utsikter till framgång. Campbell själv misstroddes från början av Karl II, avrådde förgäves dennes expedition till England och träffade 1652 för egen del uppgörelse med Cromwell, som dock alltjämt misstänkte honom för rojalistiska intriger. I Skottland var Campbell allmänt hatad och hade därjämte under inbördeskriget ådragit sig ofantliga skulder. 
Efter restaurationen infann sig Campbell (juli 1660) i Whitehall för att hylla kungen, men kastades då i fängelse, fördes till Edinburgh och åtalades inför en partisk domstol för högförräderi. Han avrättades och dog modigare än han levat, till det sista förnekande all andel i Karl I:s död.